# Llista de monuments megalítics de la Catalunya del Nord
L'article presenta una llista de monuments megalítics de la Catalunya del Nord.

## Llista

### Alta Cerdanya
| Megàlit                               | Comuna                                | Tipus               | Coordenades                                          | Imatge                 |
| ------------------------------------- | ------------------------------------- | ------------------- | ---------------------------------------------------- | ---------------------- |
| Cista de les Fontetes                 | Angostrina i Vilanova de les Escaldes | Cista megalítica    | 42° 29′ 22″ N, 1° 58′ 17″ E / 42.489528°N,1.971286°E |                        |
| Menhir d'Èguet                        | Èguet                                 | Menhir              | 42° 30′ 06″ N, 2° 01′ 05″ E / 42.501700°N,2.018060°E |                        |
| Dolmen del Pujolet                    | Èguet                                 | Dolmen              | 42° 29′ 57″ N, 2° 01′ 04″ E / 42.499043°N,2.017890°E |                        |
| Cista megalítica del Molí             | Eina                                  | Cista megalítica    | 42° 29′ 01″ N, 2° 04′ 14″ E / 42.483512°N,2.070519°E |                        |
| Dolmen de la Borda, o dels Pasquerets | Eina                                  | Dolmen              | 42° 29′ 09″ N, 2° 04′ 36″ E / 42.485833°N,2.076667°E | Dolmen de la Borda     |
| Dolmen de lo Pou                      | Eina                                  | Dolmen              | 42° 28′ 52″ N, 2° 04′ 46″ E / 42.481111°N,2.079566°E |                        |
| Hàbitat del Pla del Bac               | Eina                                  | Hàbitat prehistòric | 42° 28′ 23″ N, 2° 04′ 24″ E / 42.473149°N,2.073378°E |                        |
| Menhir del Coll de la Perxa           | Eina                                  | Menhir              | 42° 29′ 00″ N, 2° 05′ 18″ E / 42.483290°N,2.088267°E |                        |
| Menhir del Molí d'Eina                | Eina                                  | Menhir              | 42° 28′ 38″ N, 2° 04′ 15″ E / 42.477264°N,2.070898°E | Menhir del Molí d'Eina |
| Pedra dels Traginers                  | Eina                                  | Pont megalític      | 42° 28′ 54″ N, 2° 04′ 06″ E / 42.481790°N,2.068270°E |                        |
| Pont megalític d'Eina                 | Eina                                  | Pont megalític      | 42° 28′ 56″ N, 2° 04′ 08″ E / 42.482100°N,2.068780°E |                        |
| Dolmen de Brangolí                    | Enveig                                | Dolmen              | 42° 28′ 55″ N, 1° 54′ 19″ E / 42.481908°N,1.905148°E | Dolmen de Brangolí     |
| Cista de Roca Flavià                  | Font-romeu, Odelló i Vià              | Cista megalítica    | 42° 29′ 05″ N, 2° 03′ 43″ E / 42.484684°N,2.061995°E |                        |
| Sepulcre megalític del Bac d'Amunt    | Font-romeu, Odelló i Vià              | Sepulcre megalític  | 42° 28′ 53″ N, 2° 03′ 21″ E / 42.481387°N,2.055806°E |                        |
| Menhir d'Odelló                       | Font-romeu, Odelló i Vià              | Menhir              | 42° 30′ 20″ N, 2° 02′ 43″ E / 42.505620°N,2.045280°E |                        |
| Menhir de Llo                         | Llo                                   | Menhir              | 42° 27′ 21″ N, 2° 03′ 52″ E / 42.455800°N,2.064440°E |                        |
| Menhir de Targasona                   | Targasona                             | Menhir              | 42° 29′ 46″ N, 1° 59′ 26″ E / 42.496160°N,1.990580°E |                        |
| La Pedra Dreta                        | Targasona                             | Menhir              | 42° 29′ 46″ N, 1° 59′ 23″ E / 42.496110°N,1.989810°E |                        |

### Capcir
| Megàlit         | Comuna      | Tipus  | Coordenades                                          | Imatge |
| --------------- | ----------- | ------ | ---------------------------------------------------- | ------ |
| Dolmen de Bruga | Puigbalador | Dolmen | 42° 39′ 14″ N, 2° 05′ 46″ E / 42.654000°N,2.096000°E |        |

### Conflent
| Megàlit                                                         | Comuna                       | Tipus   | Coordenades                                          | Imatge                       |
| --------------------------------------------------------------- | ---------------------------- | ------- | ---------------------------------------------------- | ---------------------------- |
| Arca de la Portella                                             | Aiguatèbia i Talau           | Dolmen  | 42° 33′ 31″ N, 2° 11′ 10″ E / 42.558663°N,2.186197°E |                              |
| Llosa del Cortal dels Polls                                     | Arboçols                     | Dolmen  | 42° 35′ 53″ N, 2° 26′ 24″ E / 42.598127°N,2.440112°E |                              |
| Arca de Calaons                                                 | Catllà                       | Dolmen  | 42° 38′ 02″ N, 2° 25′ 19″ E / 42.634000°N,2.422000°E |                              |
| Dolmen de Serra Mitjana                                         | Catllà                       | Dolmen  | 42° 39′ 27″ N, 2° 25′ 47″ E / 42.657389°N,2.429775°E | Dolmen de Serra Mitjana      |
| Menhir de Catllà                                                | Catllà                       | Menhir  | 42° 38′ 08″ N, 2° 25′ 17″ E / 42.635600°N,2.421390°E |                              |
| Dolmen del Coll de Creu                                         | Clarà i Villerac             | Dolmen  | 42° 36′ 10″ N, 2° 27′ 16″ E / 42.602911°N,2.454383°E |                              |
| Dolmen de la Lloseta, o Barraca de la Llosa                     | Clarà i Villerac i els Masos | Dolmen  | 42° 36′ 11″ N, 2° 27′ 15″ E / 42.602930°N,2.454151°E |                              |
| Dolmen de Miralles                                              | Conat                        | Dolmen  | 42° 38′ 10″ N, 2° 19′ 46″ E / 42.636141°N,2.329502°E |                              |
| Dolmen del Roc de les Creus                                     | Conat                        | Dolmen  | 42° 37′ 42″ N, 2° 21′ 35″ E / 42.628237°N,2.359858°E |                              |
| Dolmen del Roc de l'Home Mort                                   | Conat                        | Dolmen  | 42° 37′ 53″ N, 2° 21′ 30″ E / 42.631289°N,2.358422°E |                              |
| Dolmen de Cobartorat                                            | Cornellà de Conflent i Fullà | Dolmen  | 42° 33′ 58″ N, 2° 22′ 52″ E / 42.566000°N,2.381000°E | Dolmen de Cobarturat         |
| Dolmen del Serrat d'en Perot                                    | Cornellà de Conflent         | Dolmen  | 42° 34′ 52″ N, 2° 23′ 14″ E / 42.581111°N,2.387222°E | Dolmen del Serrat d'en Perot |
| Dòlmens del Pla d'Arques                                        | Escaró i Fullà               | Dòlmens | 42° 32′ 32″ N, 2° 20′ 23″ E / 42.542361°N,2.339694°E |                              |
| Dolmen de la Font de l'Orri                                     | Eus                          | Dolmen  | 42° 40′ 28″ N, 2° 26′ 22″ E / 42.674381°N,2.439483°E |                              |
| Dòlmens de la Serra de Santa Eulàlia o de les Garberes          | Fullà i Serdinyà             | Dòlmens | 42° 34′ 06″ N, 2° 20′ 47″ E / 42.568333°N,2.346388°E |                              |
| Roca gravada de Glorianes                                       | Glorianes                    | Dolmen  | 42° 35′ 27″ N, 2° 33′ 49″ E / 42.590700°N,2.563580°E |                              |
| Roc de l'Amorriador                                             | Glorianes                    | Dolmen  | 42° 35′ 29″ N, 2° 33′ 18″ E / 42.591424°N,2.554996°E |                              |
| Dolmen de la Roca d'Arques                                      | Jújols                       | Dolmen  | 42° 34′ 55″ N, 2° 18′ 11″ E / 42.582000°N,2.303000°E |                              |
| Dolmen dels Masos                                               | Els Masos                    | Dolmen  | 42° 37′ 22″ N, 2° 27′ 46″ E / 42.622800°N,2.462780°E |                              |
| Dolmen de la Bressa                                             | Molig                        | Dolmen  | 42° 40′ 28″ N, 2° 23′ 03″ E / 42.674408°N,2.384263°E |                              |
| Dolmen del Coll del Trivi                                       | Molig                        | Dolmen  | 42° 40′ 28″ N, 2° 26′ 22″ E / 42.674416°N,2.439472°E |                              |
| Dolmen de la Pineda                                             | Molig                        | Dolmen  | 42° 39′ 32″ N, 2° 23′ 53″ E / 42.659000°N,2.398000°E |                              |
| Dolmen del Pla de l'Arca                                        | Molig                        | Dolmen  | 42° 40′ 23″ N, 2° 24′ 01″ E / 42.672972°N,2.400291°E |                              |
| Dolmen de la Portella                                           | Molig                        | Dolmen  | 42° 38′ 46″ N, 2° 24′ 32″ E / 42.646000°N,2.409000°E |                              |
| Dolmen de Sant Ponci                                            | Molig                        | Dolmen  | 42° 39′ 32″ N, 2° 24′ 30″ E / 42.658944°N,2.408361°E |                              |
| Dolmen de les Falgueres de Baix                                 | Mosset                       | Dolmen  | 42° 38′ 22″ N, 2° 21′ 53″ E / 42.639360°N,2.364670°E |                              |
| Dolmen del Molló                                                | Mosset                       | Dolmen  | 42° 41′ 07″ N, 2° 20′ 49″ E / 42.685210°N,2.346970°E |                              |
| Dolmen del Roc de Jornac                                        | Orbanyà                      | Dolmen  | 42° 37′ 43″ N, 2° 19′ 39″ E / 42.628590°N,2.327494°E |                              |
| Dolmen del Roc d'Arques                                         | Orellà                       | Dolmen  | 42° 33′ 51″ N, 2° 14′ 24″ E / 42.564283°N,2.239911°E |                              |
| Dolmen de Boera                                                 | Prada                        | Dolmen  | 42° 35′ 42″ N, 2° 25′ 52″ E / 42.594865°N,2.431134°E | Dolmen de Bohera             |
| Dolmen 1 de la Font de l'Aram o Dolmen 2 del Roc de l'Home Mort | Rià i Cirac                  | Dolmen  | 42° 37′ 52″ N, 2° 21′ 49″ E / 42.631028°N,2.363556°E |                              |
| Dolmen 1 del Montsec                                            | Rià i Cirac                  | Dolmen  | 42° 37′ 23″ N, 2° 23′ 01″ E / 42.623056°N,2.383611°E |                              |
| Dolmen del Prat Clos                                            | Rià i Cirac                  | Dolmen  | 42° 37′ 36″ N, 2° 22′ 43″ E / 42.626639°N,2.378528°E |                              |
| Dolmen 1 del Roc de l'Home Mort                                 | Rià i Cirac                  | Dolmen  | 42° 37′ 50″ N, 2° 22′ 34″ E / 42.630694°N,2.376056°E |                              |
| Roca i Cúpules de Nabilles                                      | Rià i Cirac                  | Cúpules | 42° 37′ 37″ N, 2° 21′ 40″ E / 42.627030°N,2.361110°E |                              |
| Dolmen del Cortal del Polita                                    | Serdinyà                     | Dolmen  | 42° 33′ 27″ N, 2° 18′ 52″ E / 42.557514°N,2.314531°E |                              |
| Dòlmens del Pla de Tarters                                      | Serdinyà                     | Dòlmens | 42° 33′ 32″ N, 2° 19′ 46″ E / 42.558807°N,2.329519°E |                              |
| Dolmen de la Barraca                                            | Tarerac                      | Dolmen  | 42° 40′ 24″ N, 2° 30′ 36″ E / 42.673333°N,2.510000°E |                              |
| Dolmen 2 del Mas Lluçanes                                       | Tarerac                      | Dolmen  | 42° 40′ 24″ N, 2° 30′ 36″ E / 42.673333°N,2.510000°E |                              |
| Dolmen de Vilafranca de Conflent                                | Vilafranca de Conflent       | Dolmen  | 42° 35′ 14″ N, 2° 21′ 58″ E / 42.587200°N,2.366110°E |                              |

### Rosselló
| Megàlit                                                    | Comuna                                        | Tipus                    | Coordenades                                                 | Imatge                                          |
| ---------------------------------------------------------- | --------------------------------------------- | ------------------------ | ----------------------------------------------------------- | ----------------------------------------------- |
| Cova de l'Alarb                                            | Argelers                                      | Dolmen                   | 42° 31′ 28″ N, 3° 01′ 47″ E / 42.524400°N,3.029600°E        |                                                 |
| Dolmen dels Collets de Cotlliure                           | Argelers                                      | Dolmen                   | 42° 31′ 30″ N, 3° 01′ 55″ E / 42.525000°N,3.032000°E        |                                                 |
| Dolmen de Sant Pere dels Forquets                          | Argelers                                      | Dolmen                   | 42° 31′ 09″ N, 3° 01′ 35″ E / 42.519200°N,3.026484°E        |                                                 |
| Cova de l'Alarb                                            | Banyuls de la Marenda                         | Dolmen                   | 42° 27′ 38″ N, 3° 03′ 17″ E / 42.460555°N,3.054722°E        |                                                 |
| Dolmen del Coll del Brau                                   | Banyuls de la Marenda                         | Dolmen                   | 42° 27′ 38″ N, 3° 03′ 17″ E / 42.460589°N,3.054768°E        |                                                 |
| Dolmen de Gratallops                                       | Banyuls de la Marenda                         | Dolmen                   | 42° 26′ 48″ N, 3° 07′ 25″ E / 42.446666°N,3.123611°E        |                                                 |
| Dolmen del Coll de les Portes                              | Banyuls de la Marenda / Cervera de la Marenda | Dolmen                   | 42° 26′ 48″ N, 3° 07′ 25″ E / 42.446666°N,3.123611°E        |                                                 |
| Menhir de Perafita                                         | Banyuls de la Marenda / Cervera de la Marenda | Menhir                   | 42° 27′ 40″ N, 3° 09′ 17″ E / 42.461226°N,3.154661°E        |                                                 |
| Cementiri dels Moros                                       | Bula d'Amunt                                  | Dolmen                   | 42° 35′ 20″ N, 2° 34′ 44″ E / 42.588751°N,2.578867°E        |                                                 |
| Dolmen de Moragues, o del Cortal d'en Vilar                | Bula d'Amunt                                  | Dolmen                   | 42° 35′ 42″ N, 2° 35′ 27″ E / 42.595046°N,2.590941°E        |                                                 |
| Dolmen del Pla de les Eugues                               | Bula d'Amunt                                  | Paradolmen               | 42° 35′ 06″ N, 2° 31′ 34″ E / 42.585123°N,2.526155°E        |                                                 |
| Estela de Bula d'Amunt                                     | Bula d'Amunt                                  | Estela                   | 42° 34′ 46″ N, 2° 36′ 50″ E / 42.579550°N,2.613950°E        |                                                 |
| Dolmen del Coll de la Llosa                                | Bulaternera                                   | Dolmen                   | 42° 37′ 50″ N, 2° 36′ 21″ E / 42.630480°N,2.605792°E        |                                                 |
| Dolmen de les Rieres                                       | Bulaternera                                   | Dolmen                   | 42° 38′ 41″ N, 2° 36′ 28″ E / 42.644769°N,2.607652°E        |                                                 |
| Arca de la Ginebrosa                                       | Caladroer (Bellestar)                         | Dolmen destruït          | 42° 43′ 34″ N, 2° 39′ 16″ E / 42.725979°N,2.654383°E        |                                                 |
| La Pedra Dreta                                             | Caladroer (Bellestar)                         | Menhir trencat i a terra | 42° 43′ 39″ N, 2° 39′ 26″ E / 42.727544°N,2.657223°E        |                                                 |
| Dolmen de Caladroer II                                     | Caladroer (Bellestar)                         | Dolmen                   | 42° 43′ 53″ N, 2° 39′ 21″ E / 42.731480°N,2.655780°E        |                                                 |
| La Caixeta                                                 | Cameles, ara a Corbera la Cabana              | Dolmen                   | 42° 39′ 00″ N, 2° 41′ 06″ E / 42.649884°N,2.684983°E        |                                                 |
| Dolmen de les Arques del Coll del Moro                     | Cameles                                       | Dolmen                   | 42° 37′ 57″ N, 2° 40′ 49″ E / 42.632435°N,2.680211°E        |                                                 |
| Dolmen del Serrat d'en Poll                                | Cameles                                       | Dolmen                   | 42° 38′ 42″ N, 2° 40′ 28″ E / 42.645100°N,2.674540°E        |                                                 |
| Dolmen de Vallcrosa                                        | Cameles                                       | Dolmen                   | 42° 38′ 27″ N, 2° 40′ 55″ E / 42.640870°N,2.682020°E        |                                                 |
| Dolmen del Pla de l'Arca                                   | Castellnou dels Aspres                        | Dolmen                   | 42° 35′ 50″ N, 2° 41′ 18″ E / 42.597268°N,2.688425°E        |                                                 |
| Dolmen del Serrat d'en Geli                                | Castellnou dels Aspres                        | Dolmen                   | 42° 36′ 43″ N, 2° 41′ 38″ E / 42.611900°N,2.693900°E        |                                                 |
| Dolmen del Solà dels Clots                                 | Castellnou dels Aspres                        | Dolmen                   | 42° 35′ 41″ N, 2° 42′ 25″ E / 42.594755°N,2.706845°E        |                                                 |
| Dolmen del Coll de la Farella                              | Cervera de la Marenda                         | Dolmen                   | 42° 26′ 06″ N, 3° 07′ 47″ E / 42.435070°N,3.129730°E        |                                                 |
| Dolmen de Coma Enestapera                                  | Cervera de la Marenda                         | Dolmen                   | 42° 27′ 06″ N, 3° 08′ 36″ E / 42.451778°N,3.143415°E        |                                                 |
| La Pedra Dreta                                             | Cervera de la Marenda                         | Menhir                   | 42° 26′ 30″ N, 3° 08′ 07″ E / 42.441678°N,3.135235°E        |                                                 |
| Dolmen del Roc d'en Coll                                   | Corbera                                       | Semidolmen               | 42° 38′ 25″ N, 2° 39′ 24″ E / 42.640253°N,2.656779°E        |                                                 |
| Dolmen de Rimbau                                           | Cotlliure                                     | Dolmen                   | 42° 30′ 15″ N, 2° 03′ 27″ E / 42.504280°N,2.057370°E        |                                                 |
| Pedra Dreta de l'Aglí                                      | Espirà de l'Aglí                              | Menhir                   |                                                             |                                                 |
| Cabana del Moro                                            | Llauró                                        | Dolmen                   | 42° 33′ 10″ N, 2° 45′ 02″ E / 42.552836°N,2.750473°E        |                                                 |
| Dolmen de Galuert                                          | Llauró                                        | Dolmen                   | 42° 32′ 08″ N, 2° 44′ 32″ E / 42.535646°N,2.742100°E        |                                                 |
| Dolmen del Serrat de les Costes                            | Llauró                                        | Dolmen                   | 42° 33′ 08″ N, 2° 45′ 55″ E / 42.552315°N,2.765304°E        |                                                 |
| Dolmen del Quadre                                          | Montesquiu d'Albera                           | Dolmen                   | 42° 31′ 52″ N, 2° 53′ 05″ E / 42.531130°N,2.884780°E        |                                                 |
| Menhir del Roc del Ram                                     | Oms                                           | Dolmen                   | 42° 32′ 42″ N, 2° 41′ 46″ E / 42.545000°N,2.696110°E        |                                                 |
| Pedra gravada de Perpinyà                                  | Perpinyà                                      | Pedra gravada            | 42° 41′ 57″ N, 2° 53′ 54″ E / 42.699220°N,2.898200°E        |                                                 |
| Dolmen de l'Arqueta                                        | Portvendres                                   | Dolmen                   | 42° 30′ 54″ N, 3° 07′ 23″ E / 42.515000°N,3.123000°E        |                                                 |
| Dolmen de Mas Rimbaut                                      | Portvendres                                   | Dolmen                   | 42° 30′ 54″ N, 3° 07′ 26″ E / 42.515000°N,3.124000°E        |                                                 |
| Dolmen del Cementiri dels Moros                            | Prunet i Bellpuig                             | Dolmen                   | 42° 33′ 58″ N, 2° 38′ 46″ E / 42.566000°N,2.646000°E        |                                                 |
| Dolmen d'en Ques                                           | Prunet i Bellpuig                             | Dolmen                   | 42° 34′ 01″ N, 2° 38′ 46″ E / 42.567000°N,2.646000°E        |                                                 |
| Dolmen de la Creu de la Llosa                              | Queixàs                                       | Dolmen                   | 42° 37′ 56″ N, 2° 38′ 26″ E / 42.632100°N,2.640500°E        |                                                 |
| Dolmen del Fornàs                                          | Queixàs                                       | Dolmen                   | 42° 37′ 55″ N, 2° 38′ 26″ E / 42.632031°N,2.640475°E        |                                                 |
| Dolmen de la Ramera I                                      | Queixàs                                       | Dolmen                   | 42° 36′ 22″ N, 2° 40′ 05″ E / 42.606106°N,2.667944°E        |                                                 |
| Dolmen de la Ramera II                                     | Queixàs                                       | Dolmen                   | 42° 36′ 22″ N, 2° 40′ 09″ E / 42.606086°N,2.669151°E        |                                                 |
| Dolmen del Serrat d'en Jaques                              | Queixàs                                       | Dolmen                   | 42° 38′ 06″ N, 2° 38′ 46″ E / 42.634993°N,2.646159°E        |                                                 |
| La Pedra Escrita                                           | Queixàs                                       | Pedra gravada            | 42° 38′ 06″ N, 2° 38′ 46″ E / 42.634993°N,2.646159°E        |                                                 |
| Balma del Moro                                             | La Roca d'Albera                              | Dolmen                   | 42° 29′ 59″ N, 2° 56′ 27″ E / 42.499800°N,2.940700°E        |                                                 |
| Menhir de la Roca d'Albera                                 | La Roca d'Albera                              | Dolmen                   | 42° 31′ 56″ N, 2° 55′ 47″ E / 42.532170°N,2.929840°E        |                                                 |
| Dolmen de l'Oliveda d'en David                             | Salses                                        | Dolmen                   | 42° 52′ 17″ N, 2° 56′ 47″ E / 42.871400°N,2.946500°E        |                                                 |
| Dolmen de l'Oratori                                        | Sant Marçal                                   | Dolmen                   | 42° 31′ 50″ N, 2° 36′ 04″ E / 42.530661°N,2.601225°E        |                                                 |
| Dolmen del Serrat de les Fonts I                           | Sant Marçal                                   | Dolmen                   | 42° 32′ 19″ N, 2° 36′ 38″ E / 42.538559°N,2.610425°E        |                                                 |
| Dolmen del Serrat de les Fonts II                          | Sant Marçal                                   | Dolmen                   | 42° 32′ 07″ N, 2° 36′ 20″ E / 42.535331°N,2.605582°E        |                                                 |
| Dolmen del Castell, o de Valltorta, o de la Font del Bulès | Sant Miquel de Llotes                         | Dolmen                   | 42° 23′ 30″ N, 2° 21′ 58″ E / 42.391583°N,2.366111°E        |                                                 |
| Dolmen del Mas de l'Ocell, o del Camp Gran I               | Sant Miquel de Llotes                         | Dolmen                   | 42° 23′ 30″ N, 2° 21′ 58″ E / 42.391583°N,2.366111°E        |                                                 |
| Dolmen del Mas d'en Peirot I                               | Sant Miquel de Llotes                         | Dolmen                   | 42° 38′ 34″ N, 2° 38′ 25″ E / 42.642778°N,2.640278°E        |                                                 |
| Dolmen del Mas d'en Peirot II                              | Sant Miquel de Llotes                         | Dolmen                   | 42° 38′ 34″ N, 2° 38′ 19″ E / 42.642840°N,2.638590°E        |                                                 |
| Dolmen de les Molleres                                     | Sant Miquel de Llotes                         | Dolmen                   | 42° 38′ 33″ N, 2° 36′ 41″ E / 42.642393°N,2.611365°E        |                                                 |
| Túmul de Pujols                                            | Talteüll                                      | Túmul                    | 42° 49′ 20″ N, 2° 44′ 14″ E / 42.822310°N,2.737110°E        |                                                 |
| La Caixa de l'Obra                                         | Tellet                                        | Dolmen                   | 42° 31′ 37″ N, 2° 40′ 16″ E / 42.527000°N,2.671000°E        |                                                 |
| Caixa del Moro                                             | Teulís                                        | Dolmen                   | 42° 31′ 23″ N, 2° 37′ 55″ E / 42.523000°N,2.632000°E a prop |                                                 |
| Dolmen de Ribes Roges                                      | Teulís                                        | Dolmen                   | 42° 30′ 41″ N, 2° 37′ 10″ E / 42.511500°N,2.619500°E a prop |                                                 |
| Pedra Dreta del Planal de la Coma del Llop                 | Vingrau                                       | Menhir                   |                                                             | name=Pedra Dreta del Planal de la Coma del Llop |
| Dolmen de la Creu del Senyal                               | El Voló                                       | Dolmen                   |                                                             | name=Dolmen de la Creu del Senyal               |

### Vallespir
| Megàlit                         | Comuna                      | Tipus  | Coordenades                                                  | Imatge                |
| ------------------------------- | --------------------------- | ------ | ------------------------------------------------------------ | --------------------- |
| Balma de Na Cristiana           | L'Albera                    | Dolmen | 42° 29′ 04″ N, 2° 53′ 14″ E / 42.484400°N,2.887100°E         | Balma de Na Cristiana |
| Caixa de Rotllan                | Arles i Montboló            | Dolmen | 42° 29′ 20″ N, 2° 35′ 20″ E / 42.489000°N,2.589000°E         | Caixa de Rotllan      |
| Menhir de la Dona Morta         | Els Banys d'Arles i Palaldà | Menhir | 42° 24′ 37″ N, 2° 41′ 50″ E / 42.410280°N,2.697220°E         |                       |
| Dolmen de Canors                | Les Cluses                  | Dolmen | 42° 29′ 47″ N, 2° 50′ 28″ E / 42.496263°N,2.841194°E         |                       |
| Dolmen dels Camps de les Pedres | Cortsaví                    | Dolmen | 42° 28′ 04″ N, 2° 34′ 49″ E / 42.467800°N,2.580280°E         |                       |
| Dolmen de la Caseta             | Cortsaví                    | Dolmen | 42° 29′ 12″ N, 2° 33′ 18″ E / 42.486649°N,2.555056°E         |                       |
| Dolmen del Pla del Castellar    | Cortsaví                    | Dolmen | 42° 29′ 27″ N, 2° 34′ 03″ E / 42.490800°N,2.567450°E         |                       |
| Cova d'en Rotllan               | Cortsaví                    | Dolmen | 42° 29′ 23″ N, 2° 34′ 12″ E / 42.489601°N,2.569959°E         |                       |
| Dolmen de Formentera            | Montboló                    | Dolmen | 42° 29′ 41.52″ N, 2° 37′ 59.18″ E / 42.4948667°N,2.6331056°E |                       |
| Dolmen de la Siureda            | Morellàs i les Illes        | Dolmen | 42° 27′ 47″ N, 2° 47′ 29″ E / 42.463108°N,2.791378°E         | Dolmen de la Siureda  |
| Dolmen de Castelló              | Prats de Molló i la Presta  | Dolmen | 42° 25′ 10″ N, 2° 27′ 58″ E / 42.419380°N,2.466240°E         |                       |
| Pedra Gravada de Can Marc       | Prats de Molló i la Presta  | Dolmen | 42° 25′ 10″ N, 2° 29′ 09″ E / 42.419490°N,2.485820°E         |                       |
| Pedra Gravada de les Garcies    | Prats de Molló i la Presta  | Dolmen | 42° 24′ 39″ N, 2° 28′ 20″ E / 42.410830°N,2.472200°E         |                       |
| Dolmen del Camp d'en Serís      | Reiners                     | Dolmen | 42° 30′ 19″ N, 2° 41′ 25″ E / 42.505350°N,2.690160°E         |                       |

### Fenolleda
| Megàlit                          | Comuna                | Tipus  | Coordenades                                               | Imatge                   |
| -------------------------------- | --------------------- | ------ | --------------------------------------------------------- | ------------------------ |
| Dolmen de la Roira o del Roire?? | Ansinyà               | Dolmen | 42° 45′ 43″ N, 2° 30′ 26″ E / 42.76194°N,2.50722°E        |                          |
| Dolmen del Molí del Vent         | Bellestar (Fenolleda) | Dolmen | 42° 43′ 37″ N, 2° 36′ 20″ E / 42.72694°N,2.60556°E        | Dolmen del Molí del Vent |
| Dolmen de Cayenne??              | Campossí              | Dolmen | 42° 40′ 50″ N, 2° 27′ 20″ E / 42.68056°N,2.45556°E a prop |                          |
| Dolmen de la Cova del Misser     | Campossí              | Dolmen | 42° 42′ 36″ N, 2° 27′ 25″ E / 42.710000°N,2.457000°E      |                          |
| Dolmen de la Femna Mòrta         | Campossí              | Dolmen | 42° 41′ 02″ N, 2° 26′ 03″ E / 42.68389°N,2.43417°E a prop |                          |
| Dolmen de la Font de l'Arca      | Campossí              | Dolmen | 42° 42′ 14″ N, 2° 26′ 46″ E / 42.70389°N,2.44611°E a prop |                          |
| Roc de l'Arca                    | Felluns               | Dolmen | 42° 45′ 46″ N, 2° 29′ 48″ E / 42.76278°N,2.49667°E        |                          |
| Cauna del Moro                   | Felluns               | Dolmen | 42° 45′ 14″ N, 2° 31′ 55″ E / 42.754000°N,2.532000°E      |                          |
| Tomba dels Espandiòls            | Maurí                 | Dolmen | 42° 48′ 14″ N, 2° 33′ 09″ E / 42.80389°N,2.55250°E a prop |                          |
| Roc de l'Arquet                  | Planeses              | Dolmen | 42° 45′ 25″ N, 2° 37′ 44″ E / 42.75694°N,2.62889°E a prop |                          |
| Dolmen de la Mort de l'Eigassièr | Trevillac             | Dolmen | 42° 43′ 55″ N, 2° 30′ 54″ E / 42.732000°N,2.515000°E      |                          |
| Dolmen de las Apostadas          | Trillà                | Dolmen | 42° 44′ 55″ N, 2° 31′ 14″ E / 42.74861°N,2.52056°E        |                          |
| Dolmen de las Colombinas         | Trillà                | Dolmen | 42° 44′ 55″ N, 2° 31′ 54″ E / 42.74861°N,2.53167°E        |                          |

### Llocs desapareguts o dubtosos
| Megàlit                                            | Comuna               | Tipus           | Coordenades                                        | Ref |
| -------------------------------------------------- | -------------------- | --------------- | -------------------------------------------------- | --- |
| La Peralada                                        | Salses               | Dolmen          |                                                    |     |
| Dolmen del Camp de l'Ariquet                       | Estagell             | Caixa dolmènica |                                                    |     |
| Pedra Llarga del Coll de la Batalla                | Montner              | Dolmen          | 42° 43′ 30″ N, 2° 40′ 14″ E / 42.72500°N,2.67056°E |     |
| Dolmen de Caladroer o del Còrrec de la Pedra Dreta | Bellestar            | Dolmen          |                                                    |     |
| Piló de la Llausa                                  | Montalbà del Castell |                 |                                                    |     |
| Dolmen del Serrat de Corda                         | Felluns              | Dolmen          |                                                    |     |
| Dolmen de Peirolada o Pairolada??                  | Sant Pau de Fenollet | Dolmen          | Desconeguts                                        |     |

### Possibles
- La Pèira Clausa a Bellestar[28]
- la Serra de la Martina a Centernac[29]
- Roc de la Martina a Fenollet[30]